# Associazione Sportiva Ischia Isolaverde 1991-1992
Questa voce raccoglie le informazioni riguardanti l'Ischia Isolaverde nelle competizioni ufficiali della stagione 1991-1992.

## Stagione
Nel 1991-1992 l'Ischia Isolaverde partecipò al suo quarto campionato di Serie C1, piazzandosi al 5º posto in classifica e stabilendo, in questo modo, il record di piazzamento in Serie C1 della sua storia. In Coppa Italia invece, i gialloblu arrivarono fino ai quarti di finale, dove furono eliminati dalla Massese. Anche in Coppa, l'Ischia stabilì un personale record in quanto mai l'Ischia si spinse così avanti in questa manifestazione.

### Divise e sponsor
Lo sponsor tecnico per la stagione 1991-1992 è Umbro, mentre sulle maglie è presente la denominazione societaria, Ischia Isolaverde.

### Organigramma societario
Area direttiva
- Presidente: Bruno Basentini
- General manager: Enrico Scotti

Area organizzativa
- Segretario generale: Giuseppe Mollo

Area tecnica
- Allenatore: Piero Cucchi
- Allenatore in seconda: Enzo Patalano

Area sanitaria
- Responsabile sanitario: dott. A. Cristiano
- Medici sociali: dott. M. Di Costanzo
- Massaggiatori: Adolfo Crispi
- Massaggiatori: Vincenzo Brescia

## Rosa
| N. |                   | Ruolo | Calciatore                       |
| -- | ----------------- | ----- | -------------------------------- |
|    | Italia (bandiera) | P     | Mario Genovese                   |
|    | Italia (bandiera) | P     | Marco Morrone                    |
|    | Italia (bandiera) | P     | Guido Nanni                      |
|    | Italia (bandiera) | D     | Maurizio Capone                  |
|    | Italia (bandiera) | D     | Francesco Corsini                |
|    | Italia (bandiera) | D     | Massimiliano D'Urso              |
|    | Italia (bandiera) | D     | Guglielmo Ferrante               |
|    | Italia (bandiera) | D     | Claudio Ferri                    |
|    | Italia (bandiera) | D     | Francesco Impagliazzo (capitano) |
|    | Italia (bandiera) | D     | Antonio Ruggiero                 |
|    | Italia (bandiera) | D     | Andrea Veronici                  |

| N. |                   | Ruolo | Calciatore            |
| -- | ----------------- | ----- | --------------------- |
|    | Italia (bandiera) | C     | Massimo Andreotti     |
|    | Italia (bandiera) | C     | Lorenzo D'Agostino    |
|    | Italia (bandiera) | C     | Alessandro Di Matteo  |
|    | Italia (bandiera) | C     | Mario Giua            |
|    | Italia (bandiera) | C     | Giovanni Martusciello |
|    | Italia (bandiera) | C     | Giuseppe Monti        |
|    | Italia (bandiera) | C     | Michele Tomasino      |
|    | Italia (bandiera) | A     | Nicola Coppola        |
|    | Italia (bandiera) | A     | Felice Falaguerra     |
|    | Italia (bandiera) | A     | Luca Gonano           |
|    | Italia (bandiera) | A     | Antonello Liucci      |

### Serie C1

#### Girone di andata
| Arbitro: | Ciambotti (Empoli) |

|  |           |            |
|  | Marcatori | 48’ Fanesi |

| Chieti 22 settembre 1991, ore 16:00 CEST 2ª giornata | Chieti            | 0 – 0 | Ischia Isolaverde | Stadio Guido Angelini\| Arbitro: \| Capraro (Cassino) \| |
| Arbitro:                                             | Capraro (Cassino) |       |                   |                                                          |

| Arbitro: | Ambrosio |

|                |           |          |
| Falaguerra 12’ | Marcatori | 9’ Zauli |

| Arbitro: | Anselmo (Asti) |

|  |           |                                             |
|  | Marcatori | 24’ (rig.) Luca Gonano 89’ Antonello Liucci |

| Arbitro: | Saraz |

|               |           |            |
| Andreotti 83’ | Marcatori | 71’ Nuccio |

| Arbitro: | Casaluci (Lecce) |

|               |           |             |
| Palmisano 62’ | Marcatori | 47’ Coppola |

| Arbitro: | Lana |

|                        |           |            |
| Gonano 75’ Coppola 83’ | Marcatori | 36’ Minuti |

| Arbitro: | Casoli (Reggio Emilia) |

|              |           |  |
| Petrachi 18’ | Marcatori |  |

| Ischia 17 novembre 1991, ore 14:30 CEST 9ª giornata | Ischia Isolaverde | 0 – 0 | Giarre | Stadio Vincenzo Mazzella (2020 spett.)\| Arbitro: \| Bertocci (Genova) \| |
| Arbitro:                                            | Bertocci (Genova) |       |        |                                                                           |

| Arbitro: | Sorte (Bergamo) |

|                        |           |                |
| Nitti 16’ Di Carlo 80’ | Marcatori | 50’ D'Agostino |

| Arbitro: | Gregori (Piacenza) |

|                |           |                        |
| Falaguerra 38’ | Marcatori | 42’ Baroni 71’ Lanotte |

| Siracusa 8 dicembre 1991, ore 14:30 CEST 12ª giornata | Siracusa | 0 – 0 | Ischia Isolaverde | Stadio Nicola De Simone\| Arbitro: \| Baudo \| |
| Arbitro:                                              | Baudo    |       |                   |                                                |

| Arbitro: | Lelli |

|                        |           |                        |
| Ferrara 11’ Rovani 79’ | Marcatori | 75’ Coppola 85’ Gonano |

| Arbitro: | Capozzi (Vicenza) |

|                         |           |  |
| Ferrante 65’ Gonano 77’ | Marcatori |  |

| Arbitro: | Scarfò (Reggio Calabria) |

|              |           |            |
| Petrullo 88’ | Marcatori | 16’ Capone |

| Arbitro: | Branzoni (Pavia) |

|                             |           |                 |
| Veronici 43’ 61’ Gonano (r) | Marcatori | 11’ Di Baia (r) |

| Arbitro: | Griffo (Palermo) |

|                              |           |                         |
| 38’ (rig.), 53’ (r) Bizzarri | Marcatori | 30’ Giua 42’ Falaguerra |

#### Girone di ritorno
| Arbitro: | Alban (Bassano del Grappa) |

|            |           |  |
| Ghezzi 76’ | Marcatori |  |

| Arbitro: | Daneluzzi (Latisana) |

|             |           |  |
| Coppola 50’ | Marcatori |  |

| Fano 16 febbraio 1992, ore 14:30 CEST 3ª giornata | Fano              | 0 – 0 | Ischia Isolaverde | Stadio Raffaele Mancini (1100 spett.)\| Arbitro: \| Coppola (Firenze) \| |
| Arbitro:                                          | Coppola (Firenze) |       |                   |                                                                          |

| Arbitro: | Rossi (Rovigo) |

|  |           |                                   |
|  | Marcatori | 46’ Ricci 66’ Troise 77’ Varriale |

| Acireale 1º marzo 1992, ore 15:00 CEST 5ª giornata | Acireale     | 0 – 0 | Ischia Isolaverde | Stadio Tupparello\| Arbitro: \| Giove (Bari) \| |
| Arbitro:                                           | Giove (Bari) |       |                   |                                                 |

| Arbitro: | Calvi (Milano) |

|            |           |  |
| Gonano 64’ | Marcatori |  |

| Arbitro: | Capozzi (Vicenza) |

|               |           |            |
| Palladini 77’ | Marcatori | 82’ Gonano |

| Ischia 22 marzo 1992, ore 15:00 CEST 8ª giornata | Ischia Isolaverde    | 0 – 0 | Fidelis Andria | Stadio Vincenzo Mazzella (4000 spett.)\| Arbitro: \| Farina (Novi Ligure) \| |
| Arbitro:                                         | Farina (Novi Ligure) |       |                |                                                                              |

| Giarre 5 aprile 1992, ore 16:00 CEST 9ª giornata | Giarre        | 0 – 0 | Ischia Isolaverde | Stadio Regionale di Giarre\| Arbitro: \| Longo (Paola) \| |
| Arbitro:                                         | Longo (Paola) |       |                   |                                                           |

| Arbitro: | Nepi (Viterbo) |

|                        |           |            |
| 47’ Del Giudice (aut.) | Marcatori | 83’ Traini |

| Arbitro: | Pellegatta |

|               |           |              |
| Di Gennaro 5’ | Marcatori | 50’ Ferrante |

| Arbitro: | Della Pietra (Tolmezzo) |

|          |           |  |
| Giua 63’ | Marcatori |  |

| Ischia 3 maggio 1992, ore 16:00 CEST 13ª giornata | Ischia Isolaverde | 0 – 0 | Salernitana | Stadio Vincenzo Mazzella (3500 spett.)\| Arbitro: \| Russo (Pescara) \| |
| Arbitro:                                          | Russo (Pescara)   |       |             |                                                                         |

| Arbitro: | Cirotti |

|              |           |  |
| Chiaiese 54’ | Marcatori |  |

| Arbitro: | Freddi (Sassari) |

|                                 |           |  |
| Coppola 20’, 83’ D'Agostino 87’ | Marcatori |  |

| Casarano 24 maggio 1992, ore 16:00 CEST 16ª giornata | Casarano       | 0 – 0 | Ischia Isolaverde | Stadio Giuseppe Capozza\| Arbitro: \| Cosi (Firenze) \| |
| Arbitro:                                             | Cosi (Firenze) |       |                   |                                                         |

| Arbitro: | Borriello (Torre del Greco) |

|  |           |                             |
|  | Marcatori | 79’ Mariotto 80’ Giacchetta |

### Coppa Italia

#### Fase Eliminatoria
| Arbitro: | Di Prisco (Nocera Inferiore) |

|                                             |           |  |
| Falaguerra 19’, 87’ 32’ Coppola, Capone 77’ | Marcatori |  |

| Avezzano agosto 1991, ore 20:30 CET Fase Eliminatoria | Avezzano | 2 – 1 | Ischia Isolaverde | Stadio dei Marsi |

| Ischia agosto 1991, ore 20:30 CET Fase Eliminatoria | Ischia Isolaverde | 3 – 0 | Latina | Stadio Vincenzo Mazzella |

| Avezzano 3 settembre 1991, ore 20:30 CET Fase Eliminatoria | Formia | 1 – 2 | Ischia Isolaverde | Stadio Nicola Perrone |

#### Sedicesimi di finale
| Roma 20 novembre 1991, ore 20:30 CET Sedicesimi di finale - Andata | Lodigiani | 0 – 0 | Ischia Isolaverde | Stadio Flaminio |

| Ischia 11 dicembre 1991, ore 20:30 CET Sedicesimi di finale - Ritorno | Ischia Isolaverde | 2 – 1 | Lodigiani | Stadio Vincenzo Mazzella |

#### Ottavi di finale
| Nola 15 gennaio 1992, ore 20:30 CET Ottavi di finale - andata | Nola               | 0 – 0 | Ischia Isolaverde | Stadio Comunale Piazza d'Armi (600 spett.)\| Arbitro: \| Montesano (Napoli) \| |
| Arbitro:                                                      | Montesano (Napoli) |       |                   |                                                                                |

| Arbitro: | Piretti (Ravenna) |

|                         |           |  |
| Massimiliano D'Urso 38’ | Marcatori |  |

#### Quarti di finale
| Arbitro: | Messina (Bergamo) |

|                |           |               |
| Falaguerra 50’ | Marcatori | 88’ Romairone |

| Massa 29 marzo 1992, ore 20:30 CET Quarti di finale - Ritorno | Massese | 2 – 0 | Ischia Isolaverde | Stadio degli Oliveti |

## Statistiche
Statistiche aggiornate al 23 ottobre 2011

### Statistiche di squadra
| Competizione | Punti | In casa | In casa | In casa | In casa | In casa | In casa | In trasferta | In trasferta | In trasferta | In trasferta | In trasferta | In trasferta | Totale | Totale | Totale | Totale | Totale | Totale | DR |
| Competizione | Punti | G       | V       | N       | P       | Gf      | Gs      | G            | V            | N            | P            | Gf           | Gs           | G      | V      | N      | P      | Gf     | Gs     | DR |
| ------------ | ----- | ------- | ------- | ------- | ------- | ------- | ------- | ------------ | ------------ | ------------ | ------------ | ------------ | ------------ | ------ | ------ | ------ | ------ | ------ | ------ | -- |
| Serie C2     | 34    | 17      | 7       | 6       | 4       | 16      | 13      | 17           | 1            | 12           | 4            | 11           | 13           | 34     | 8      | 18     | 8      | 27     | 26     | +1 |
| Coppa Italia | -     | 5       | 4       | 1       | 0       | 11      | 2       | 5            | 1            | 2            | 2            | 3            | 4            | 10     | 5      | 3      | 2      | 14     | 6      | +8 |
| Totale       | 34    | 22      | 11      | 7       | 4       | 27      | 15      | 22           | 2            | 14           | 6            | 14           | 17           | 44     | 13     | 21     | 10     | 41     | 32     | +9 |

### Statistiche dei giocatori
| Giocatore       | Serie C1 | Serie C1 | Serie C1    | Serie C1   | Coppa Italia | Coppa Italia | Coppa Italia | Coppa Italia | Altro    | Altro | Altro       | Altro      | Totale   | Totale | Totale      | Totale     |
| Giocatore       | Presenze | Reti     | Ammonizioni | Espulsioni | Presenze     | Reti         | Ammonizioni  | Espulsioni   | Presenze | Reti  | Ammonizioni | Espulsioni | Presenze | Reti   | Ammonizioni | Espulsioni |
| --------------- | -------- | -------- | ----------- | ---------- | ------------ | ------------ | ------------ | ------------ | -------- | ----- | ----------- | ---------- | -------- | ------ | ----------- | ---------- |
| M. Andreotti    | 26       | 1        | -           | -          | -            | -            | -            | -            | -        | -     | -           | -          | 26       | 1      | -           | -          |
| M. Capone       | 26       | 1        | -           | -          | -            | -            | -            | -            | -        | -     | -           | -          | 26       | 1      | -           | -          |
| N. Coppola      | 28       | 6        | -           | 1          | -            | -            | -            | -            | -        | -     | -           | -          | 28       | 6      | -           | 1          |
| F. Corsini      | 31       | 0        | -           | -          | -            | -            | -            | -            | -        | -     | -           | -          | 31       | 0      | -           | -          |
| L. D'Agostino   | 30       | 2        | -           | -          | -            | -            | -            | -            | -        | -     | -           | -          | 30       | 2      | -           | -          |
| A. Di Matteo    | 25       | 0        | -           | -          | -            | -            | -            | -            | -        | -     | -           | -          | 25       | 0      | -           | -          |
| M. D'Urso       | 10       | 0        | -           | -          | -            | -            | -            | -            | -        | -     | -           | -          | 10       | 0      | -           | -          |
| F. Falaguerra   | 26       | 3        | -           | -          | -            | -            | -            | -            | -        | -     | -           | -          | 26       | 3      | -           | -          |
| G. Ferrante     | 28       | 2        | -           | -          | -            | -            | -            | -            | -        | -     | -           | -          | 28       | 2      | -           | -          |
| C. Ferri        | 24       | 0        | -           | 3          | -            | -            | -            | -            | -        | -     | -           | -          | 24       | 0      | -           | 3          |
| L. Genovese     | 4        | -3       | -           | -          | -            | -            | -            | -            | -        | -     | -           | -          | 4        | -3     | -           | -          |
| M. Giua         | 21       | 2        | -           | -          | -            | -            | -            | -            | -        | -     | -           | -          | 21       | 2      | -           | -          |
| L. Gonano       | 29       | 6        | -           | 1          | -            | -            | -            | -            | -        | -     | -           | -          | 29       | 6      | -           | 1          |
| F. Impagliazzo  | 4        | 0        | -           | -          | -            | -            | -            | -            | -        | -     | -           | -          | 4        | 0      | -           | -          |
| A. Liucci       | 4        | 1        | -           | -          | -            | -            | -            | -            | -        | -     | -           | -          | 4        | 1      | -           | -          |
| G. Lombardi     | 1        | 0        | -           | -          | -            | -            | -            | -            | -        | -     | -           | -          | 1        | 0      | -           | -          |
| G. Martusciello | 22       | 0        | -           | -          | -            | -            | -            | -            | -        | -     | -           | -          | 22       | 0      | -           | -          |
| G. Monti        | 22       | 0        | -           | -          | -            | -            | -            | -            | -        | -     | -           | -          | 22       | 0      | -           | -          |
| M. Morrone      | 13       | -6       | -           | -          | -            | -            | -            | -            | -        | -     | -           | -          | 13       | -6     | -           | -          |
| G. Nanni        | 17       | -17      | -           | -          | -            | -            | -            | -            | -        | -     | -           | -          | 17       | -17    | -           | -          |
| A. Ruggiero     | 1        | 0        | -           | -          | -            | -            | -            | -            | -        | -     | -           | -          | 1        | 0      | -           | -          |
| M. Tomasino     | 22       | 0        | -           | -          | -            | -            | -            | -            | -        | -     | -           | -          | 22       | 0      | -           | -          |
| A. Veronici     | 26       | 1        | -           | -          | -            | -            | -            | -            | -        | -     | -           | -          | 26       | 1      | -           | -          |